# 조르조 마렌고
조르조 마렌고(이탈리아어: Giorgio Marengo, 1974년 6월 7일 - )는 이탈리아의 로마 가톨릭교회 추기경이다.
꼰솔라따 선교 수도회 출신이며, 2020년 4월 2일부터 몽골 전역을 관할하는 울란바토르 지목구장을 맡고 있다. 2022년 8월 27일 교황 프란치스코에 의해 추기경으로 임명되었다.